# Live in Concert (álbum de 2 Live Crew)
Live in Concert é o primeiro e único álbum ao vivo do grupo americano de hip hop 2 Live Crew e o quinto no total. Foi lançado sob o selo Effect, subsidiária da Luke Records, um movimento que foi considerado necessário para a empresa poder lançar material adicional do 2 Live Crew fora de seu acordo de distribuição com Atlantic Records, que foi assinado em 1990 – mesmo ano do lançamento de Banned In The U.S.A.. O álbum alcançou o número 46 na parada Top R&B/Hip-Hop Albums.

## Lista de faixas
| N.º            | Título                              | Duração |  |
| 1.             | "Head, Booty And Cock"              | 3:45    |  |
| 2.             | "C'mon Babe"                        | 3:39    |  |
| 3.             | "Face Down Ass Up"                  | 2:59    |  |
| 4.             | "Throw The Dick"                    | 3:17    |  |
| 5.             | "One And One"                       | 2:24    |  |
| 6.             | "Mr. Mixx Turntable Show (Part I)"  | 5:29    |  |
| 7.             | "Sex, I Like It, I Love It"         | 4:22    |  |
| 8.             | "Mr. Mixx Turntable Show (Part II)" | 3:38    |  |
| 9.             | "If You Believe In Having Sex"      | 3:49    |  |
| 10.            | "The Fuck Shop"                     | 3:00    |  |
| 11.            | "Move Somthin'"                     | 4:36    |  |
| 12.            | "We Want Some Pussy"                | 3:54    |  |
| 13.            | "Me So Horny"                       | 5:07    |  |
| 14.            | "Banned In The U.S.A."              | 5:23    |  |
| Duração total: | Duração total:                      | 55:22   |  |

Nota
- Faixa 8 contém elementos de "It Takes Two" by Rob Base and DJ E-Z Rock (1988)

## Músicos
- Luther Roderick Campbell - performer, produtor, produtor executivo
- David P. Hobbs - performer, produtor
- Mark D. Ross - performer
- Christopher Wong Won - performer
- Robert Margouleff - engenheiro
- Brant Biles - engenheiro assistente
- Brian Jackson - fotografia